# Anomala hoppi
Anomala hoppi är en skalbaggsart som beskrevs av Ohaus 1928. Anomala hoppi ingår i släktet Anomala och familjen Rutelidae. Inga underarter finns listade i Catalogue of Life.